# حسان (اسم)
حسان هو اسم عربي مذكر.

## الأشخاص
- حسان بن ثابت، شاعر عربي وصحابي من الأنصار
- حسان حمدان، ممثل وممثل صوت لبناني